# Geranium vagans
Geranium vagans là một loài thực vật có hoa trong họ Mỏ hạc. Loài này được Baker mô tả khoa học đầu tiên năm 1897.